# 修道院教堂 (维也纳新城)
天主圣三堂区和修道院教堂（Pfarr- und Stiftskirche zur Heiligen Dreifaltigkeit）是一座罗马天主教修道院教堂，属于维也纳新城的新修道院，位于匈牙利巷（Ungargasse）与新修道院巷（Neuklostergasse）转角。

## 历史
匈牙利门（Ungartor）附近的多明我会修道院（Dominikanerkloster）建于1250年之前。修道院教堂的咏经席连接东侧城墙，在紧邻匈牙利门北侧的匈牙利巷，后来被拆除。13世纪晚期的多明我会早期哥特式教堂为长方形的巴西利卡形制。在15世纪中期被熙笃会接管后，进行了改建，修建了中殿，并在西哥特晚期在新修道院巷修建了小堂，在南面用连拱廊和内院直接相连。
教堂在1433年的城市大火中受损，并于1444年移交给熙笃会。1453年教堂向西延伸，建有圣白芭蕾小堂和十字小堂。创始人是皇帝腓特烈三世和阿尔布雷希特六世 公爵。建筑大师彼得•冯•普西卡被选为重建的建造者。